# Idiolychnus urolampus
Idiolychnus urolampus är en fiskart som först beskrevs av Gilbert och Cramer, 1897.  Idiolychnus urolampus ingår i släktet Idiolychnus och familjen prickfiskar. Inga underarter finns listade i Catalogue of Life.